# Krasimir Demirew
Krasimir Demirew (bułg. Красимир Демирев, ur. 28 sierpnia 1962) – bułgarski lekkoatleta specjalizujący się w biegach płotkarskich i sprinterskich.
Największy sukces w karierze odniósł w 1981 r. w Utrechcie, zdobywając na mistrzostwach Europy juniorów złoty medal w biegu na 400 metrów przez płotki (uzyskany czas: 50,45). Oprócz tego, był dwukrotnym złotym medalistą mistrzostw krajów bałkańskich w biegu na 400 m ppł (Sarajewo 1981, uzyskany czas: 50,98 i Stambuł 1990, uzyskany czas: 50,39). Trzykrotnie zajął 8. miejsca w biegach półfinałowych na dystansie 400 m ppł podczas mistrzostw Europy (Ateny 1982 – uzyskany czas: 51,45 i Split 1990 – uzyskany czas: 50,39) oraz mistrzostw świata (Helsinki 1983 – uzyskany czas: 50,91).
W lekkoatletycznych mistrzostwach Bułgarii zdobył łącznie 9 złotych medali: sześciokrotnie na otwartym stadionie (w biegu na 400 m – 1984, w biegu na 400 m ppł – 1981, 1982, 1983, 1989, 1991) oraz trzykrotnie w hali (w biegu na 400 m – 1984, 1987, 1994).
Rekordy życiowe:
- stadion

- bieg na 400 m – 46,34 (7 maja 1983, Sofia)
- bieg na 400 m ppł – 49,48 (26 czerwca 1988, Sofia)

- hala

- bieg na 400 m – 47,08 (7 lutego 1987, Sofia)